# Andrei Stepanov (cyclisme)
Pour le joueur de football estonien, voir Andrei Stepanov. Pour homonymes, voir Stepanov.
Andrei Stepanov (né le 18 avril 1999) est un coureur cycliste russe. Il est notamment devenu champion national sur route chez les élites en 2023. 

## Palmarès et résultats

### Palmarès par année
- 2019
  -  Champion de Russie du contre-la-montre espoirs
  - 7e étape de la Friendship People North-Caucasus Stage Race
- 2021
  -  Champion de Russie sur route espoirs
  - 2e étape de la Samara Stage Race
  - 2e du championnat de Russie du contre-la-montre espoirs
- 2022
  - Cinq anneaux de Moscou
  - 2e de la Friendship People North-Caucasus Stage Race
- 2023
  -  Champion de Russie sur route
  - Sudak Stage Race :
    - Classement général
    - 4e et 5e étapes
- 2024
  - 1re étape du Tour du lac Poyang (contre-la-montre par équipes)
  - 3e du Tour de Taiyuan

### Classements mondiaux
| Année                                 | 2019  | 2020 | 2021 | 2022 | 2023 | 2024  |
| ------------------------------------- | ----- | ---- | ---- | ---- | ---- | ----- |
| Classement mondial                    | 1557e | nc   | 768e | nc   | nc   | 1406e |
| UCI Europe Tour                       | 1034e | nc   | 603e | nc   | nc   | nc    |
|                                       |       |      |      |      |      |       |
| Légende : nc = non classéSource : UCI |       |      |      |      |      |       |